# Arsiè
Arsiè là một đô thị ở tỉnh Belluno trong vùng Veneto, có vị trí cách khoảng 80 km về phía tây bắc của Venice và khoảng 40 km về phía tây nam của Belluno. Tại thời điểm ngày 31 tháng 12 năm 2004, đô thị này có dân số 2.748 và diện tích 65 km².
Đô thị Arsiè có các frazioni (các đơn vị trực thuộc, chủ yếu là thôn làng) Mellame, Rocca, Fastro, Rivai, and San Vito.
Arsiè giáp các đô thị: Castello Tesino, Cismon del Grappa, Enego, Fonzaso, Grigno, Lamon, Seren del Grappa và Pontet.